# Колоездене
Колоезденето е спорт, в който се организират състезания между спортисти, каращи велосипеди. Състезанията могат да бъдат на различни настилки и терени и с различни велосипеди.
Най-популярни са състезанията с така наречените „шосейни велосипеди“. Това са велосипеди с олекотена конструкция и тънки гуми за по-малко съпротивление и по-висока скорост. Състезателите носят каски и екипи, които подобряват аеродинамиката на велосипедиста. Състезанието се провежда на открит терен на голямо разстояние (обикновено около 150 – 200 километра) и има много участници. Провеждат се общи стартове и бягания по часовник (обикновено на малко по-късо разстояние), индивидуални и отборни състезания.
Съществува Световна купа, за която се провеждат състезания през цялата година на различни места. Най-престижното състезание е Обиколката на Франция (Тур дьо Франс). Провежда се в края на месец юли и е съставено от 20 етапа из цяла Франция (при някои от етапите маршрутът излиза в съседните страни – Белгия, Испания). Освен 'Тур дьо Франс' популярни са 'ДЖиро' (Обиколката на Италия) и 'Вуелта' (Обиколката на Испания). В България, колоездачните състезания и обиколки се контролират от Български Колоездачен Съюз (БКС Архив на оригинала от 2017-07-31 в Wayback Machine.). Професионалното облекло за колоездене се дели на зимно и лятно облекло. Характерна черта в колоездачните клинове е дунапренова подложка, пришита от вътрешната страна на седалишната част. При горните дрехи на колоездачите, характерна черта са задните джобове, в които колоездачите пъхат връхно яке или яке за дъжд и отново запазват аеродинамичната си стойка, без допълнителните дрехи да им пречат по време на колоездене.
Популярни са и състезанията на писта, в които участват „пистови велосипеди“ (олимпийска дисциплина). Провеждат се на наклонена овална писта най-често на закрито. Велосипедите са с олекотена конструкция, без спирачки и скорости, като има специални добавени части за подобряване на аеродинамичната стойка на колоездача. Скоростта достига до 75 км/ч. Някои от дисциплините са 200 метра летящ старт, други дисциплини са скрач, италианско преследване, отборно каране, 1000 метра, бързина.